# Society for the Prevention of Cruelty to Animals (Namibia)
Die Society for the Prevention of Cruelty to Animals ist eine namibische Tierschutzorganisation. Sie wird meist nur in ihrer Kurzform SPCA bzw. seltener SPCA Namibia genannt und setzt sich vor allem für den Haustierschutz unter anderem durch Tierheime ein. Der SPCA wurde 1949 in Windhoek gegründet.
Die Aufgaben des SPCA umfassen den Tierschutz, Bildungskampagnen rund um den Tierschutz und die Rehabilitierung von Tieren.
Der Verein gliedert sich in verschiedene Gruppen, die in einzelnen Ortschaften begrenzt tätig sind.
- SPCA Grootfontein, in Grootfontein
- SPCA Keetmanshoop, in Keetmanshoop
- SPCA Lüderitz, in Lüderitz
- SPCA Oshana, in der Region Oshana
- SPCA Otjiwarongo, in Otjiwarongo
- SPCA Tsumeb, in Tsumeb
- SPCA Walvis Bay, in Walvis Bay
- SPCA Windhoek, in Windhoek

Der SPCA Swakopmund in Swakopmund ist nicht dem SPCA Namibia angegliedert.